# Adria Mobil/2011
Deze pagina geeft een overzicht van de Adria Mobil wielerploeg in 2011.

## Transfers
| Inkomend      | Team 2010                | Uitgaand        | Team 2011             |
| ------------- | ------------------------ | --------------- | --------------------- |
| Marco Haller  | Tyrol-Team Radland Tirol | Marko Kump      | Geox-TMC Transformers |
| Blaž Furdi    | Sava                     | Jani Music      | Onbekend              |
| Primoz Segina | Obrazi Delo Revije       | Uroš Murn       | Onbekend              |
|               |                          | Marino Palandri | Onbekend              |

## Renners
| Naam                  | Geboortedatum    | Nationaliteit | Ploeg 2010               |
| --------------------- | ---------------- | ------------- | ------------------------ |
| Kristjan Fajt         | 7 mei 1982       | Slovenië      |                          |
| Blaž Furdi            | 27 mei 1988      | Slovenië      | Sava                     |
| Matej Gnezda          | 12 januari 1979  | Slovenië      |                          |
| Pavel Gorenc          | 15 juli 1991     | Slovenië      |                          |
| Marco Haller          | 27 mei 1988      | Oostenrijk    | Tyrol-Team Radland Tirol |
| Aljaž Hočevar         | 20 augustus 1991 | Slovenië      |                          |
| Blaž Jarc (tot 31/07) | 17 juli 1988     | Slovenië      |                          |
| Mitja Mahorič         | 12 mei 1976      | Slovenië      |                          |
| Tomaž Nose            | 21 april 1982    | Slovenië      |                          |
| Primoz Segina         | 11 januari 1985  | Slovenië      | Obrazi Delo Revije       |
| Jure Zagar            | 23 februari 1987 | Slovenië      |                          |

## Kalender (profwedstrijden)
| Wedstrijd                         | Datum            | Categorie |
| --------------------------------- | ---------------- | --------- |
| Gran Premio Dell'Insubria-Lugano  | 26 februari 2011 | 1.1       |
| GP Lugano                         | 27 februari 2011 | 1.1       |
| Ronde van Friuli                  | 3 maart 2011     | 1.1       |
| Internationale Wielerweek         | 22-26 maart 2011 | 2.1       |
| Flèche d'Émeraude                 | 3 april 2011     | 1.1       |
| Ronde van de Sarthe               | 5-8 april 2011   | 2.1       |
| Ronde van de Apennijnen           | 10 april 2011    | 1.1       |
| Ronde van Keulen                  | 25 april 2011    | 1.1       |
| ProRace Berlin                    | 22 mei 2011      | 1.1       |
| Ronde van Slovenië                | 16-19 juni 2011  | 2.1       |
| GP van Kranj                      | 2 juli 2011      | 1.1       |
| Trofeo Matteotti                  | 31 juli 2011     | 1.1       |
| GP Industria & Commercio di Prato | 25 augustus 2011 | 1.1       |

## Overwinningen
| Wedstrijd        | Datum            | Categorie | Winnaar       |
| ---------------- | ---------------- | --------- | ------------- |
| Poreč Trophy     | 13 maart 2011    | 1.2       | Blaž Jarc     |
| Kroatië-Slovenië | 28 augustus 2011 | 1.2       | Kristjan Fajt |

2005 · 2006 · 2007 · 2008 · 2009 · 2010 · 2011 · 2012 · 2013 · 2014 · 2015 · 2016